# Stazione di Rossano Veneto
La stazione di Rossano Veneto è una fermata ferroviaria posta lungo la linea Bassano del Grappa-Padova.
L'infrastruttura si trova in realtà nel comune di Rosà, nei pressi della frazione Cusinati, ma è più facilmente raggiungibile da Rossano, dal cui centro dista appena 1,5 km. La stazione in passato aveva due binari, il secondo oggi smantellato, ed è possibile osservare il vecchio marciapiede ormai avvolto dalla vegetazione.

## Movimento
La stazione è servita da treni regionali svolti da Trenitalia nell'ambito del contratto di servizio stipulato con la Regione del Veneto.